# Траянова дорога

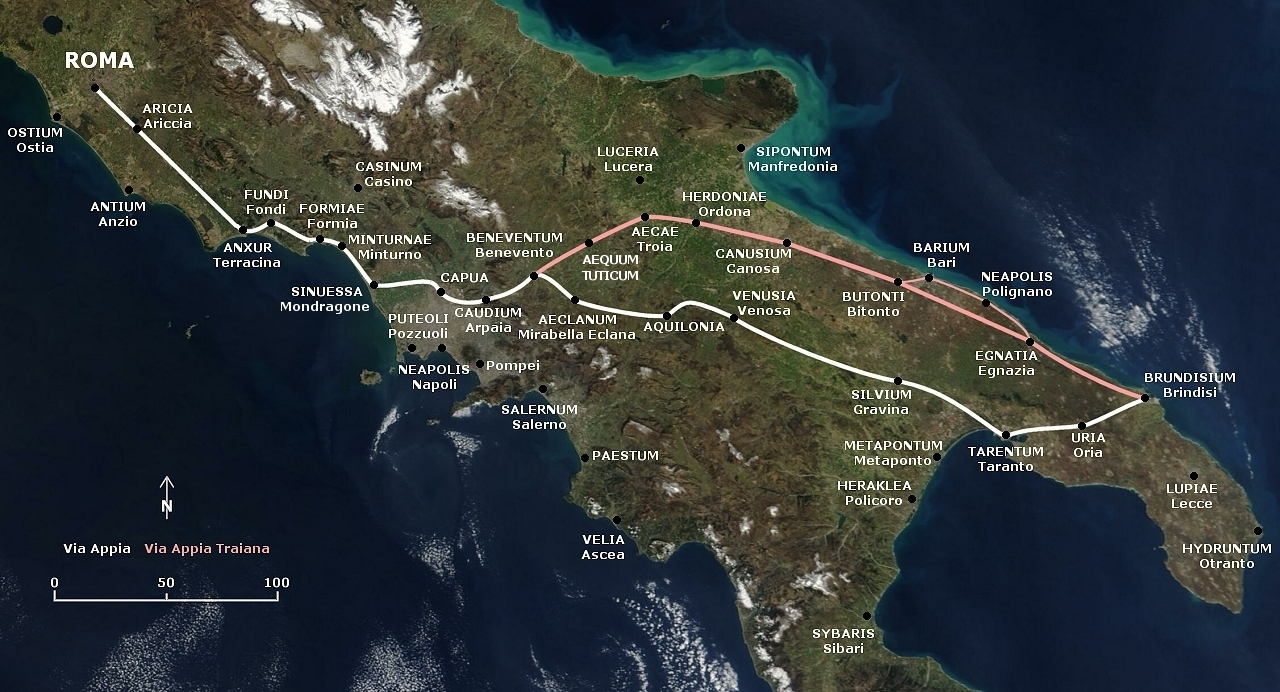
План Аппієвої та Траянової (помічена рожевим кольором) доріг

Траянова дорога (лат. Via Traiana) — римська дорога, побудована імператором Траяном.
Дорога була прокладена у 109 році, як більш короткий шлях, порівняно з Аппієвою дорогою з Беневенто до Бриндізі. Побудована на особисті кошти імператора, дорога скорочувала час у дорозі від Рима до порту Бриндізі на 2-3 дні. Міліарій, знайдений поблизу Cannae (сьогодні Barletta), свідчить про будівництво дороги:
|  | LXXXIX (milia passuum Romam) Imp(erator) Caesar divi Nervae f(ilius) Nerva Traianus Aug(ustus) Germ(anicus)Dacic(us) pont(ifex) max(imus), tr(ibunicia) pot(estate) XIII, imp(erator) VI, co(n)s(ul) V, p(ater) p(atriae) viam a Benevento Brundisium pecun(ia) sua fecit |